# Barynotus obscurus
Barynotus obscurus — вид долгоносиков-скосарей из подсемейства Entiminae.

## Описание
Жук длиной 7,5—10 мм. Тело имеет чёрную или чёрно-бурую окраску, верх в коричневых и коричнево-серых чешуйках, слабо пятнистое. Все промежутки надкрылий с торчащими щетинками, более длинными на приподнятых нечётных промежутках. Головотрубка с глубокой продольной бороздкой. Диск переднеспинки в более или менее редких точках.

## Экология
Встретить этого жука можно в лесах. Личинка развивается в почве.